# 水瀬団
水瀬 団（みなせ だん、1989年3月31日 - ）は日本の熊本県出身の歌手である。

## 人物
阿蘇の大自然に囲まれた環境で育ち、日本舞踊をやっていた祖母の影響で、幼少期は演歌を見よう見マネで即興で良く踊っていた。当時ハマっていたおもちゃは扇子。2歳の時に2000人の観客がいる踊りのイベント中に母がトイレに席を立った隙にステージに乱入し、踊り、ステージでパフォーマンスをする快感を覚える。
高校3年生の時に、2番目の姉を不慮の事故で亡くすも、「あんたは絶対歌手になった方がいい」と言っていた亡姉の言葉を胸に決意し上京。東京の音楽学校で、音楽の基礎知識とジャズやポップス、声楽などを学び、卒業後はバーや、ライブハウスなどでのライブやラジオ等で活動。そんな中やはり自分が好きなのは昭和歌謡だと再認識し、歌謡曲に路線変更。その後カラオケ大会に出て認められ、プロの歌手を目指す。
2018年から伊藤美子によるレッスンを開始、2019年に芸名「水瀬団」で、9月25日にフリーボードから「祈りたいの神様に/乱されて」でデビュー。2023年8月2日に日本クラウンから「捜さないでね…/命はひとつ/星の河」をリリースした。
2020年以降、自身のYouTubeチャンネルで人気の音楽カバーを制作している。
2024年には、コーラスグループ「ロス・インディオス」のボーカル担当として正式に加入し、新たな音楽活動をスタート。

## 作品

### シングル
| 発売日         | タイトル                      | 作詞                     | 作曲     | 編曲       |
| -------------- | ----------------------------- | ------------------------ | -------- | ---------- |
| 2019年 9月25日 | 祈りたいの神様に/乱されて     | 山上路夫                 | 羽場仁志 | 菊谷知樹   |
| 2023年 8月02日 | 捜さないでね…命はひとつ星の河 | 小口幸重 mico 賀条たかし | 長浜千寿 | 川端マモル |

## 出演

### 映像作品
- 祈りたいの神様にPV

### テレビ
- 歌謡ポップスチャンネル(USEN演歌ベスト30)ミュージックビデオ [9]

### ラジオ
- つかさ学と水瀬団の歌謡男子会(CRT栃木放送)(RKK熊本放送)[10]レギュラー出演。
- 歌謡ステーション[11]山本譲二(レギュラー番組。)(元気はつらつ歌謡曲「ジョージのぶち好きやけー！」ゲスト出演[12]
- 夏木ゆたかのホッと歌謡曲(ゲスト出演。)[13]
- USEN放送歌謡ステーション(C-42)「歌色のキャンパス」に出演。
- SBSラジオ(「松原健之・Bitter & Sweetの音茶メロらじお」)ゲスト出演。
- ラジてんRKKラジオ出演[14]。
- ねづっち整いジェネレーション(ゲスト出演)